# Torroella de Montgrí
Torroella de Montgrí è un comune spagnolo di 8 244 abitanti situato nella comunità autonoma della Catalogna.

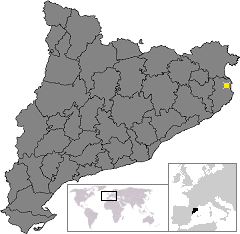
Localizzazione di Torroella de Montgrí